# Khách hàng tiềm năng đủ điều kiện
Khách hàng tiềm năng là một tổ chức hoặc khách hàng tiềm năng giống với hồ sơ khách hàng lý tưởng của người bán nhưng chưa thể hiện sự quan tâm đến sản phẩm hoặc dịch vụ của họ.
Một khách hàng tiềm năng đủ điều kiện là một tổ chức hoặc khách hàng tiềm năng đã thể hiện sự quan tâm đến các sản phẩm hoặc dịch vụ của người bán.
Có nhiều cuộc tranh luận trong ngành bán hàng về những gì tạo thành một khách hàng tiềm năng "đủ điều kiện" thực sự. Hầu hết các chuyên gia bán hàng áp dụng bộ tiêu chí duy nhất của riêng họ để xác định xem khách hàng tiềm năng có thực sự "đủ điều kiện hay không".
Nói chung, các chuyên gia bán hàng cần phải biết một tập hợp dữ liệu rời rạc để xác định liệu "khách hàng tiềm năng" có đủ điều kiện hay không. Các biến này có thể bao gồm: nhu cầu kinh doanh, ủy quyền giao dịch kinh doanh (tài chính hoặc hoạt động), tiền hoặc ngân sách và "Người ra quyết định cuối cùng" hoặc nói cách khác, những người sẽ hưởng lợi nhiều nhất (hoặc thua nhiều nhất) nếu hàng hóa hoặc dịch vụ được mua lại (hoặc không được mua lại).
Các tiêu chuẩn chứng nhận cũ nhất và được sử dụng rộng rãi nhất là BANT (Ngân sách, Quyền hạn, Nhu cầu, Thời gian). Được phát triển bởi IBM vào những năm 1950, phương pháp này đã được chú trọng bởi vì nó rất dễ nhớ và dễ  dạy cho nhân viên bán hàng mới cách bán hàng.
Một chủ đề khác trong quy trình mua hàng thường được gọi là "người có ảnh hưởng" hoặc "saboteur", mặc dù không có quyền hạn tài chính hoặc hoạt động, thực hiện một mức kiểm soát nội bộ hoặc đòn bẩy đáng kể trong quy trình mua.
Triển vọng bán hàng: Triển vọng bán hàng là quá trình tiếp cận với khách hàng tiềm năng. Đây là phần đầu tiên của quy trình bán hàng. Sau bước này, trình độ chuyên môn, hoạt động tiếp theo và bán hàng bắt đầu.